# Christian Flügge
Christian Flügge (* 16. April 1967 in Meerbusch) ist ein ehemaliger deutscher Eishockeyspieler, der jeweils kurzzeitig für die Ratinger Löwen, den EHC 80 Nürnberg und den EC in Hannover in der Deutschen Eishockey Liga (DEL) aktiv war. Den Großteil seiner Karriere verbrachte er in der zweithöchsten deutschen Spielklasse.

## Karriere
Nachdem er im Nachwuchs für die Düsseldorfer EG gespielt hatte, wechselte er zur Saison 1986/87 zum EHC Essen-West, mit dem er seine ersten Spiele im Herrenbereich absolvierte. Ein Jahr später schloss er sich dem Grefrather EC an, für den er fünf Jahre lang aufs Eis ging und 1988 zunächst in Oberliga, zwei Jahre später dann auch in die 2. Bundesliga aufstieg.
Nach einem weiteren Jahr in Essen und einer Saison beim ECD Sauerland gelang Flügge zur Saison 1994/95 der Sprung in die neu gegründete Deutsche Eishockey Liga (DEL). Er begann die Spielzeit beim EHC 80 Nürnberg. Nachdem der Stürmer in 28 Partien torlos geblieben war, erhielt er die Freigabe für einen Wechsel zu den Ratinger Löwen. In der Saison 1995/96 spielte er nach einem kurzen Abstecher zu den Lakeland Prowlers in die nordamerikanische Southern Hockey League (SHL) für den EC in Hannover.
Dauerhaft konnte sich Flügge in der DEL nicht durchsetzen, so dass er im Sommer 1996 nach Grefrath zurückkehrte. 2000 beendete er dort seine Eishockeykarriere.
Wenige Jahre später spielte Flügge an der Seite weiterer ehemaliger wie aktueller DEL-Spieler Inlinehockey bei den Düsseldorf Gladiators. Zeitweise trainierte er die Mannschaft auch.

## Erfolge und Auszeichnungen
- 1988 Aufstieg in die Oberliga mit dem Grefrather EC
- 1990 Aufstieg in die 2. Bundesliga mit dem Grefrather EC

## Karrierestatistik
(Legende zur Spielerstatistik: Sp oder GP = absolvierte Spiele; T oder G = erzielte Tore; V oder A = erzielte Assists; Pkt oder Pts = erzielte Scorerpunkte; SM oder PIM = erhaltene Strafminuten; +/− = Plus/Minus-Bilanz; PP = erzielte Überzahltore; SH = erzielte Unterzahltore; GW = erzielte Siegtore; 1 Play-downs/Relegation; Kursiv: Statistik nicht vollständig)